# ミルデューラ (ビクトリア州)
ミルデューラ（Mildura）はオーストラリア・ビクトリア州北西部の都市である。人口は3万3444人（2016年）。マレー川の南岸に位置し、対岸はニューサウスウェールズ州である。
オレンジをはじめとした柑橘類とワインの産地として知られており、特にワイン原料用のブドウの生産量はビクトリア州における総生産量の約85%を占める。ミバエ類の侵入を防ぐため、ミルデューラおよび周辺地域は他地域からの果物および野菜類の持ち込みが禁止(持ち出しは可能)されている。

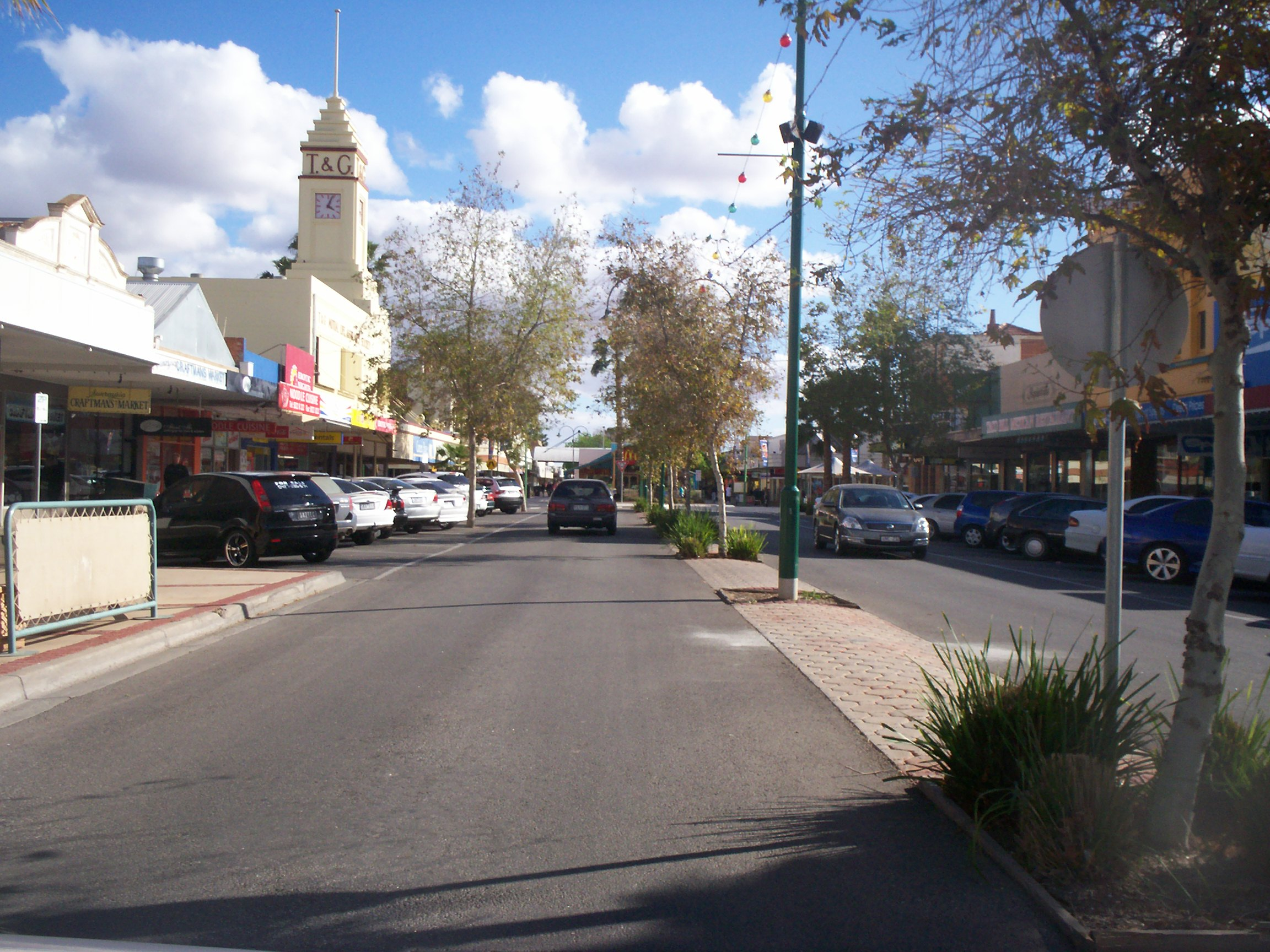
ミルデューラの中心街、ラングツリーアベニュー

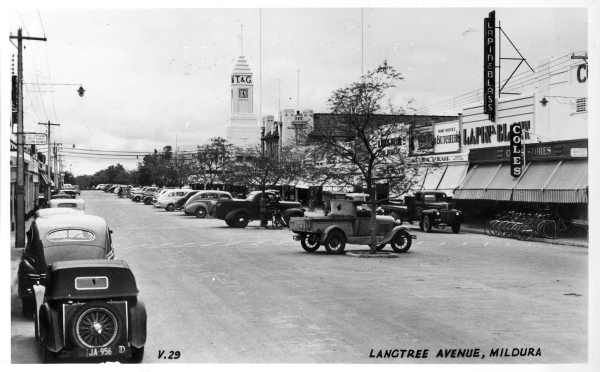
1950年のラングツリーアベニュー。上の写真とは向きが違うが、同じ時計台が見える

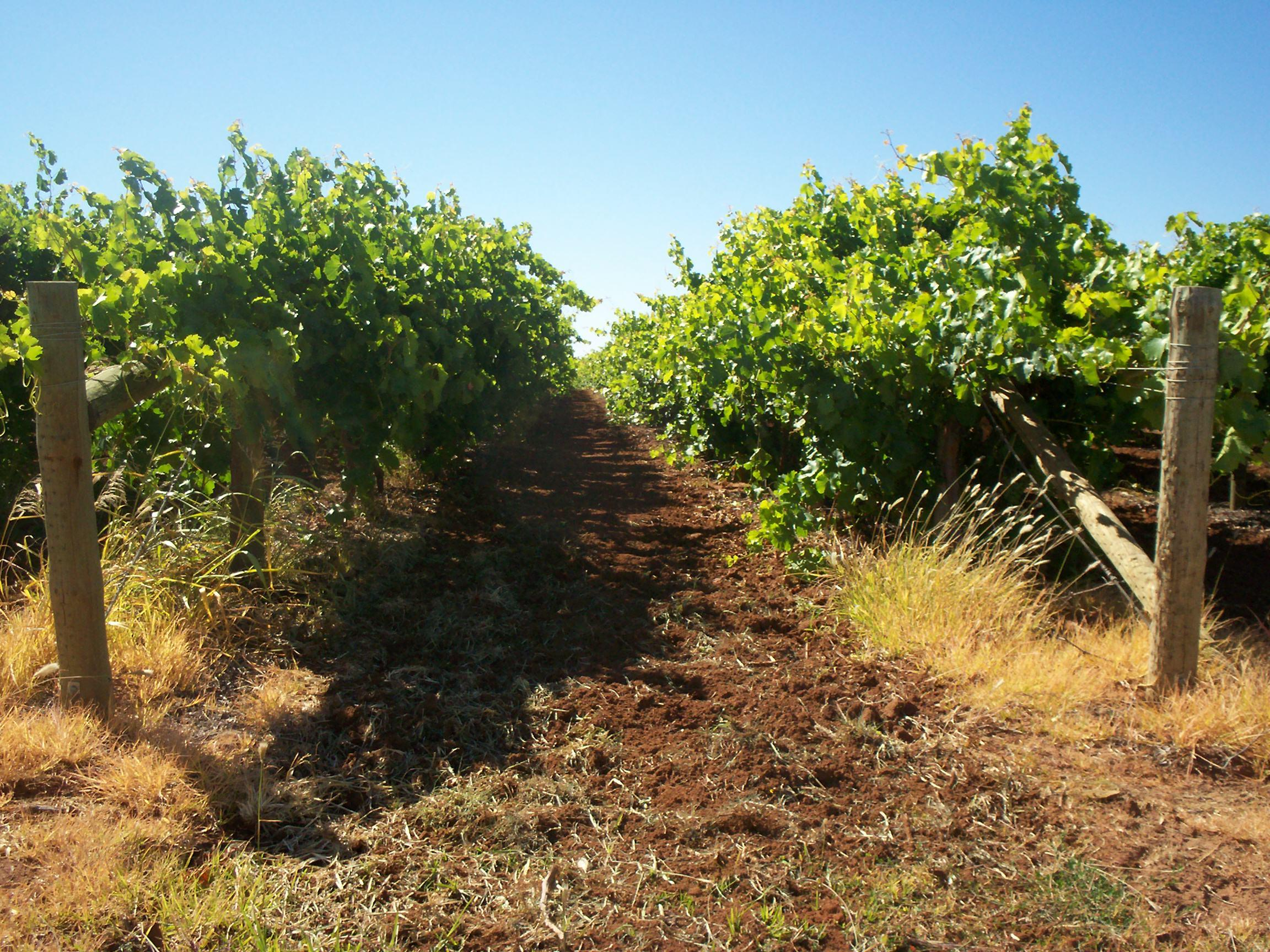
ミルデューラのブドウ畑

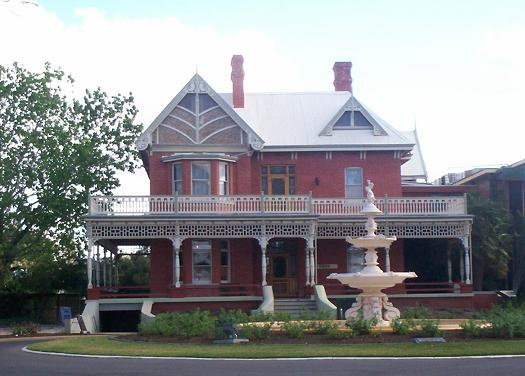
ウィリアム・チェフィの住居であったリオ・ヴィスタ

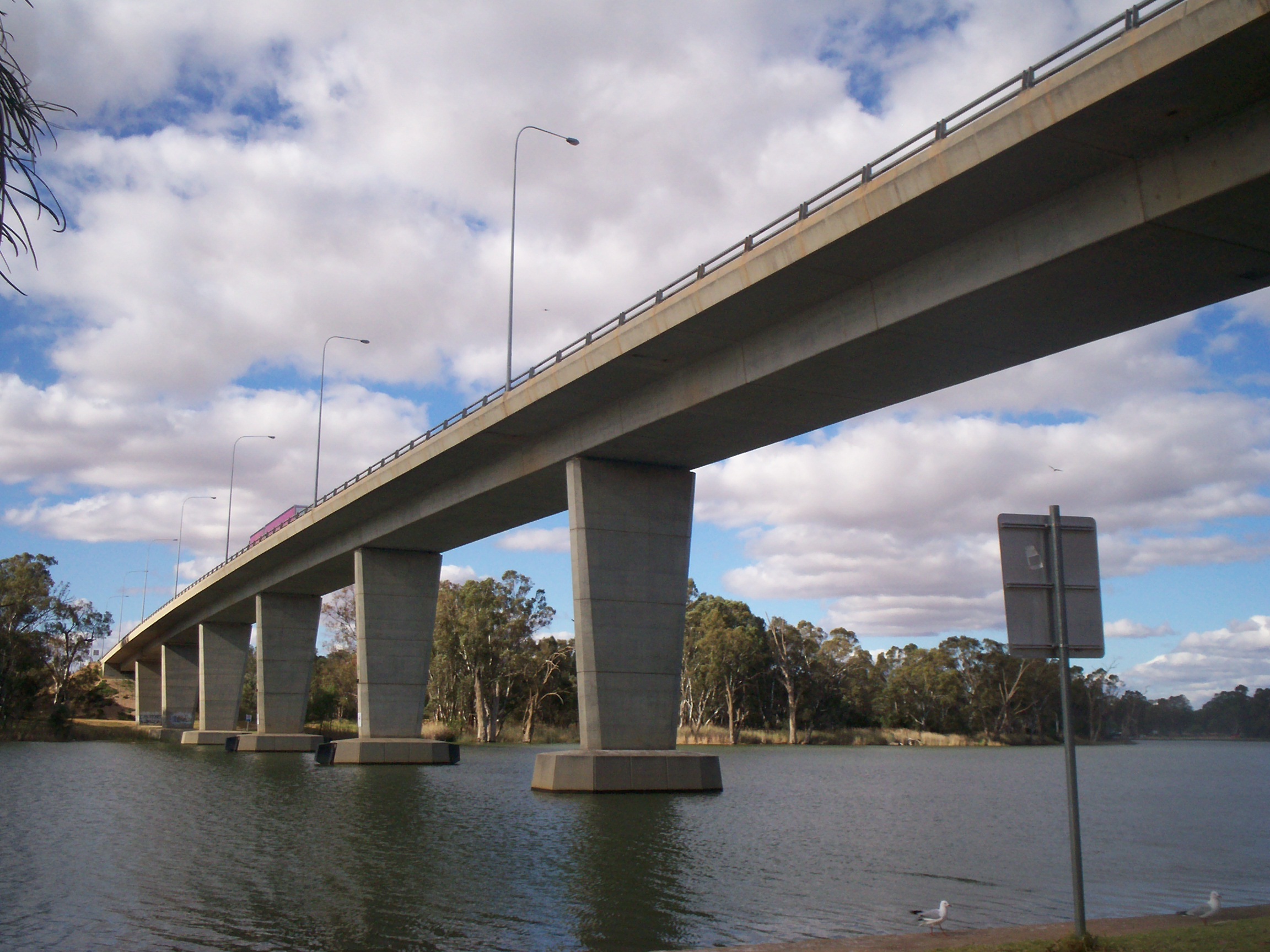
マレー川を渡りニューサウスウェールズ州とを結ぶジョージ・チェフィ橋

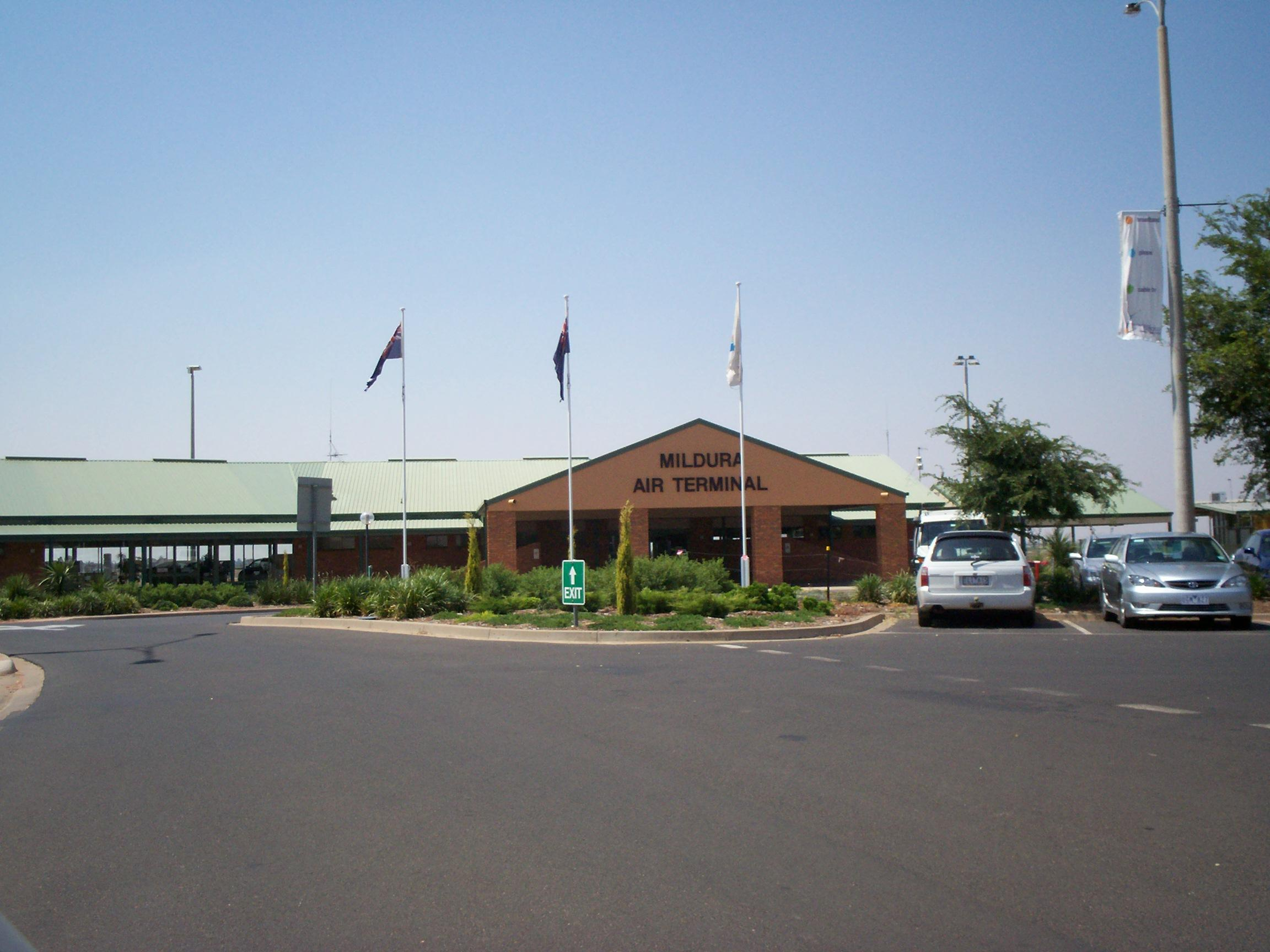
ミルデューラ空港の正面玄関

## 地理、気候
海岸線から数百km離れているにもかかわらず、標高はわずか50mにすぎない。
平均降雨型のステップ気候(BS)に含まれ、温暖な気候に恵まれている。年平均降水量は約290mmで、ほぼ同程度の降水が12か月を通じて降る。冬と春は雨の日が続き、夏は激しい雨が一度に降る傾向にある。夏の平均最高気温は32℃、平均最低気温は17℃。冬は同15℃、4℃で、作物が凍霜害を受けることもある。

## 歴史
古来、多くのアボリジニが食料の豊富なこの地に住んでいた。幾人かのヨーロッパ人もその豊かさに気づき、ヒツジの放牧地として利用するようになるとともに牧場をアボリジニの言葉にちなみミルデューラと名付けた。「赤い土地」、あるいは「不快な目」(この地域ではハエが非常に多く、しばしば目の周りにまとわりつく)という意味である。1877年から1884年にかけての旱魃を受け、当時ビクトリア州政府において公共工事担当大臣および水資源供給委員会の議長であったアルフレッド・ディーキンはアメリカ合衆国に渡りカリフォルニア州の灌漑地域を視察し、カナダ人技師であるジョージ・チャフィとウィリアム・チャフィの兄弟に出会った。1886年、チャフィ兄弟はオーストラリアに渡り、ビクトリア州政府と総額30万ポンド以上・20年がかりでビクトリア州北西部において永続的な開発を手掛けるという契約を結び、当地近郊で放棄されていた牧場跡周辺を灌漑用地に選んだ。政治的な論争に巻き込まれた末、1887年に灌漑計画が実行に移された。用地の大半を占めていた牧場跡にちなみ、ミルデューラという牧場名がそのまま地名となった。
1800年代の末には近辺にウェントワースやゴルゴルなどの町が成長しつつあった。しかし、1890年代に、大繁殖した野ウサギが牧草地に穴を掘り、飼育されているヒツジがその穴に足を取られて負傷して動けなくなりそのまま死亡するという被害が深刻化した。経済も恐慌状態にあり、市況が一段落するまでの間、開発は思うようには進まなかった。だが景気が回復してからは成長を重ね、この地域における中心地となるとともに新たな入植地が生み出されていった。1920年代からは、ミルデューラの西にあるマーベインから南方のレッドクリフに至る区間で近郊鉄道列車が運行されるようになった。1934年正式に市に昇格した。

## 交通
ミルデューラはアデレードとシドニーを結ぶスタート・ハイウェイと、ベンディゴを経由してメルボルンへ向かうコールダー・ハイウェイとの交点に当たる。市内中心部のディーキン・アベニューは、全長12.1kmと1本の通りとしてオーストラリア最長である。ブイラインのバスがメルボルンをはじめとしたビクトリア州各地へ向かうほか、シドニー-アデレード間を走るグレイハウンド・オーストラリアのバスがミルデューラを経由している。
メルボルンへ向かう鉄道路線があり、貨物輸送のみに用いられている。2006年に軌間変更を可能にするために枕木を新たなものに取り換える工事が7300万オーストラリアドルの予算で行われることが発表された。
カンタスリンク、ヴァージン・ブルー、レジオナルエクスプレス、シャープ航空の4社がミルデューラ空港とシドニー、メルボルン、アデレードなどとを結ぶフライトを運行している。

## 文化
ミルデューラカントリーミュージックフェスティバルをはじめとして、様々なイベントが毎年開催されている。ローカルな新聞としてはサンレイシア・デイリーやミルデューラ・ミッドウィークなどが発行されている。

### 姉妹都市
- 大阪府熊取町 (日本国)

### スポーツ
オーストラリアンフットボールのサンレイシアフットボールリーグが8チームにより行われている。バスケットボールも広くプレーされており、夏には周辺地域からも含めて100チーム以上が参加してリーグ戦が開催される。またサッカーも盛んで、冬季に6チームによるリーグ戦が行われる。ミルデューラ・レーシングクラブが競馬を開催しており、5月に行われるミルデューラ・カップが代表的なレースである。また、繋駕速歩競走も行われている。

## 地方行政区

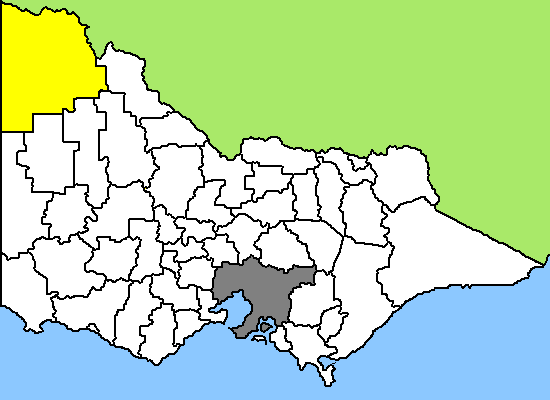
ミルデューラ広域市の範囲

地方自治体としてのミルデューラ広域市は1995年にミルデューラ市、ミルデューラ・シャー、ウォルペアップ・シャーが合併して成立した。ミルデューラ以外の市街地区として、マーベイン、レッドクリフ、アイリンプルなどがある。面積は22214km²で、その約3分の1がマレー＝サンセット国立公園となっている。ミルデューラ市街地を含む北部地域と違い、南部では灌漑が及んでおらず、小麦などが栽培されている。

### 国際交流
ミルデューラ広域市は下記の市町と姉妹都市提携を結んでいる。
- 中国雲南省大理市
- 大阪府熊取町
- アメリカ合衆国カリフォルニア州アップランド市